# アポロニア・コテロ
アポロニア・コテロ（Apollonia Kotero、出生名パトリシア・コテロ、1959年8月2日 - ）は、アメリカの女優、歌手、元モデル、マネージャーである。プリンスによる1984年の映画『プリンス/パープル・レイン』の共演者として、また、ガール・グループであるアポロニア6のリードシンガーだったことで知られる。

## 生い立ち
コテロは、メキシコからの移民の両親のもと、6人兄妹の長女としてカリフォルニア州サンタモニカに生まれた。彼女の父親のビクターはレストランのマネージャーで、母親のソコロは高齢者の介護をしていた。コテロは常に外向的な子供で、16歳で高校を中退してモデルになった。

## 経歴

### 初期
コテロは女優、歌手、モデルとして働いていた。ミス・サンペドロに選ばれ、1980年代初頭にロサンゼルス・ラムズでチアリーダーとなった後、コテロは『白バイ野郎ジョン&パンチ』『Tales of the Gold Monkey』『Fantasy Island』『Matt Houston』『ナイトライダー』のような映画やテレビシリーズで演技を始めた。1982年3月と9月に、レイ・パーカー・ジュニアの「The Other Woman」とエディー・マネーの「Shakin'」のミュージック・ビデオに出演した。1984年5月、ABCテレビ映画『The Mystic Warrior』にネイティブ・アメリカンの女性ウィカピとして出演した。

### プリンスと映画『プリンス/パープル・レイン』
当時、ヴァニティ6のリーダーだったDenise "Vanity" Matthewsが、プリンスの1984年の映画『プリンス/パープル・レイン』制作前にグループを脱退したため、コテロが映画のヒロインになった。ヴァニティ6は映画のためにアポロニア6と改名されたが、サポート・シンガーのBrenda Bennettとプリンスの当時のガールフレンドであるSusan Moonsieはメンバーとして続投した。アポロニア6は、ヒット・シングル「Sex Shooter」の宣伝のため、世界ツアーに乗り出した。
コテロはもともと、1984年のアルバム『Sex・シューター (Apollonia 6)』のための楽曲「Manic Monday」を録音していた。プリンスによって作詞・作曲されたこの曲は、後にバングルスによって世界的なヒット・シングルとなった。プリンスの歌「Take Me with U」はコテロのボーカルをフィーチャーし、アメリカのビルボード・トップ40・チャートで25位に達した。
1985年、コテロはプリンスのグループを脱退し、CBSゴールデン枠のメロドラマ『Falcon Crest』に出演。ロレンツォ・ラマス演じるキャラクターのガールフレンドであるアポロニア役を10週連続で演じた。彼女は、Jon Lindによって書かれた「Red Light Romeo」を含むいくつかのソロ曲を歌った。

### その後
1988年、ワーナー・レコードは、最初のソロ・アルバム『アポロニア』をリリースした。アルバムからは「Since I Fell for You」「The Same Dream」「Mismatch」の3曲がシングル・カットされた。
彼女は『Ministry of Vengeance』（1989年）、『Back To Back』(1990年)、『Black Magic Woman』 (1991年)、そして2つのイタリア映画『La Donna di una Sera (A Lady for a Night)』 (1991年)、『Cattive Ragazze』 (1992年)などに出演を続けた。彼女は『スライダーズ』や『Air America』（『Falcon Crest』での共演者ロレンツォ・ラマスと再び共演）などの番組でテレビ業界に戻り、またジャズ・チャンネルの『ラテン・ビート・プログラム』の司会者にもなった。 この期間中、「Go For It」というタイトルの運動ビデオも公開された。コテロはE!の『Celebrity Homes』『The Test』『Rendezview』にも出演し、『MTV Cribs』では友人のカルメン・エレクトラと共演した。
2005年、コテロはマルチメディアエンターテイメント会社Kotero Entertainmentを設立した。この会社は、子供向けのテレビ・アニメ・シリーズと長編映画を制作するために多くのプロデューサーを募集した。また、同社はテレビや映画のスターSascha Andresや、若きポップシンガーNikki Barreras（Nikki B.とも）などの若いタレントのマネージメントも始めた。
2009年、コテロは、『スピン』誌による『パープル・レイン』25周年記念アルバム『Purplish Rain』で、トワイライト・シンガーズの「When Doves Cry」のカバーにボーカルとして参加した。

## ディスコグラフィ

### スタジオ・アルバム
- 『アポロニア』 - Apollonia (1988年)

### アポロニア6
- 『Sex・シューター』 - Apollonia 6 (1984年)

### シングル
- 「テイク・ミー・ウィズ・ユー」 - "Take Me with U" (1985年) ※with プリンス。『パープル・レイン』収録。全英7位になり、コテロの英国内における唯一のチャートインとなった
- "Since I Fell for You" (1988年)
- "Mismatch" (1989年)
- "The Same Dream" (1989年)